# Kuulammi
Kuulammi är en sjö i kommunen Urdiala i landskapet Birkaland i Finland. Sjön ligger 113 meter över havet. Arean är 8 hektar och strandlinjen är 1,94 kilometer lång. Sjön  ingår i Kumo älvs huvudavrinningsområde.   Den ligger omkring 52 kilometer söder om Tammerfors och omkring 130 kilometer nordväst om Helsingfors. 